# Bramevaque
Bramevaque – miejscowość i gmina we Francji, w regionie Oksytania, w departamencie Pireneje Wysokie.
Według danych na rok 1990 gminę zamieszkiwały 23 osoby, a gęstość zaludnienia wynosiła 6 osób/km² (wśród 3020 gmin regionu Midi-Pireneje Bramevaque plasuje się na 1040. miejscu pod względem liczby ludności, natomiast pod względem powierzchni na miejscu 1585.).